# Cabeça Santa
Cabeça Santa ist eine Gemeinde im Norden Portugals
Cabeça Santa gehört zum Kreis Penafiel im Distrikt Porto, besitzt eine Fläche von 6,9 km² und hat 2354 Einwohner (Stand 19. April 2021).